# Campeonato Mundial de Triatlón de 2023
El XXXV Campeonato Mundial de Triatlón es una serie de siete competiciones donde la Gran Final se celebró en Pontevedra (España) del 23 al 24 de septiembre de 2023. Fue realizado bajo la organización de la Unión Internacional de Triatlón (ITU).

## Etapas
| Fecha               | Lugar                     | Tipo     |
| ------------------- | ------------------------- | -------- |
| 3–4 de marzo        | Abu Dabi ( EAU)           | Esprint  |
| 13–14 de mayo       | Yokohama ( Japón)         | Estándar |
| 27–28 de mayo       | Cagliari ( Italia)        | Estándar |
| 24–25 de junio      | Montreal ( Canadá)        | Estándar |
| 15–16 de julio      | Hamburgo ( Alemania)      | Esprint  |
| 29 de julio         | Sunderland ( Reino Unido) | Esprint  |
| 23–24 de septiembre | Pontevedra ( España)      | Final    |

## Resultados

### Medallistas
| Evento    | Oro                                       | Plata                                    | Bronce                             |
| --------- | ----------------------------------------- | ---------------------------------------- | ---------------------------------- |
| Masculino | Dorian Coninx Francia 4237,60 pts.        | Hayden Wilde Nueva Zelanda 4061,43 pts.  | Léo Bergère Francia 4002,88 pts.   |
| Femenino  | Elizabeth Potter Reino Unido 4559,38 pts. | Cassandre Beaugrand Francia 4410,98 pts. | Emma Lombardi Francia 3792,64 pts. |

### Masculino
| Evento     | Oro                        | Plata                      | Bronce                     |
| ---------- | -------------------------- | -------------------------- | -------------------------- |
| Abu Dabi   | Alex Yee Reino Unido       | Vasco Vilaça Portugal      | Manoel Messias · Brasil    |
| Yokohama   | Hayden Wilde Nueva Zelanda | Matthew Hauser Australia   | Vasco Vilaça Portugal      |
| Cagliari   | Alex Yee Reino Unido       | Hayden Wilde Nueva Zelanda | Léo Bergère Francia        |
| Montreal   | Matthew Hauser Australia   | Manoel Messias · Brasil    | Jelle Geens · Bélgica      |
| Hamburgo   | Hayden Wilde Nueva Zelanda | Vasco Vilaça Portugal      | Alex Yee Reino Unido       |
| Sunderland | Pierre Le Corre Francia    | Léo Bergère Francia        | Hayden Wilde Nueva Zelanda |
| Pontevedra | Dorian Coninx Francia      | Tim Hellwig · Alemania     | Pierre Le Corre Francia    |

### Femenino
| Evento     | Oro                              | Plata                        | Bronce                          |
| ---------- | -------------------------------- | ---------------------------- | ------------------------------- |
| Abu Dabi   | Elizabeth Potter Reino Unido     | Sophie Coldwell Reino Unido  | Taylor Spivey Estados Unidos    |
| Yokohama   | Sophie Coldwell Reino Unido      | Rosa Tapia Vidal · México    | Taylor Knibb Estados Unidos     |
| Cagliari   | Georgia Taylor-Brown Reino Unido | Emma Lombardi Francia        | Taylor Spivey Estados Unidos    |
| Montreal   | Elizabeth Potter Reino Unido     | Léonie Périault Francia      | Summer Rappaport Estados Unidos |
| Hamburgo   | Cassandre Beaugrand Francia      | Elizabeth Potter Reino Unido | Laura Lindemann · Alemania      |
| Sunderland | Cassandre Beaugrand Francia      | Emma Lombardi Francia        | Annika Koch · Alemania          |
| Pontevedra | Elizabeth Potter Reino Unido     | Kate Waugh Reino Unido       | Cassandre Beaugrand Francia     |

## Medallero
| Núm. | País          | Oro | Plata | Bronce | Total |
| ---- | ------------- | --- | ----- | ------ | ----- |
| 1    | Francia       | 1   | 1     | 2      | 4     |
| 2    | Reino Unido   | 1   | 0     | 0      | 1     |
| 3    | Nueva Zelanda | 0   | 1     | 0      | 1     |
|      | TOTAL         | 2   | 2     | 2      | 6     |